# 滇桂楼梯草
滇桂楼梯草（学名：Elatostema pseudodissectum）是荨麻科楼梯草属的植物，为中国的特有植物。分布于中国大陆的广西、云南、贵州等地，生长于海拔1,100米至2,200米的地区，常生于山谷林中石上和陡崖上，目前尚未由人工引种栽培。